# Kastjärv
Kastjärv (est. Kastjärv (Kurtna Kastjärv)) – jezioro w gminie Illuka, w prowincji Virumaa Wschodnia, w Estonii. Położone jest na terenie obszaru chronionego krajobrazu Kurtna (est. Kurtna maastikukaitseala). Ma powierzchnię 2,5 hektara, linię brzegową o długości 693 m, długość 280 m i szerokość 150 m. Jest otoczone podmokłym lasem. Jest jednym z 42 jezior wchodzących w skład pojezierza Kurtna (est. Kurtna järvestik). Sąsiaduje z jeziorami Liivjärv, Rääkjärv, Kurtna Mustjärv, Kulpjärv.